# Willem van Honthorst
 (juillet 2025).
Willem van Honthorst, né en 1594 à Utrecht et mort en ce même lieu le 19 février 1666, est un peintre du siècle d'or néerlandais. 

## Biographie
Il est né à Utrecht en tant que frère cadet de Gerard van Honthorst, dont le père Herman leur a appris à peindre avec Abraham Bloemaert. Comme son frère, il est connu comme un adepte du Caravage et est devenu un portraitiste respecté. Il fut peintre de la comtesse Louise Henriette de Nassau à la cour de Berlin pendant les années 1647-1664. Il est mort à Utrecht. 